# Венечник ветвистый
Вене́чник ветви́стый, или Анте́рикум ветви́стый (лат. Anthericum ramosum) — вид многолетних травянистых растений рода Венечник (Anthericum) семейства Спаржевые (Asparagaceae). Типовой вид своего рода.

## Ботаническое описание

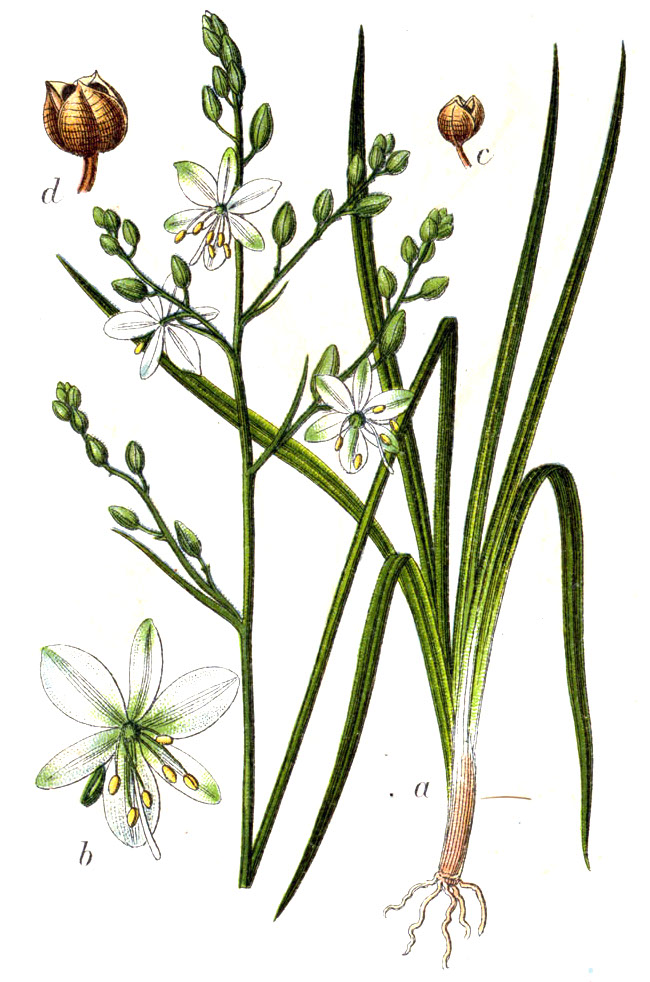
Венечник ветвистый.

Многолетнее травянистое корневищное растение. Достигает в высоту 30—70 см. Напоминающие траву листья длиной 50 см и шириной 2—6 мм шириной, значительно короче соцветия.
Соцветие прямостоячее, метельчатое. Соцветие ветвится (отсюда латинское название ramosus), в отличие от венечника лилиаго (Anthericum liliago). 6 листочков околоцветника белые, 10—13 мм длиной. Имеется 6 тычинок. Цветки без запаха, чисто белые, а пыльники ярко-жёлтые. Цветение с июня по август.
Плод — сферическая или трёхгранная коробочка.
Растение содержит стероид сапонин.  

## Распространение
Вид обитает в основном в Европе, чаще всего встречаясь в южных странах. Он также широко распространён в Центральной Азии и России (в центральной части и на Дальнем Востоке).

## Местообитание
Произрастает в солнечных местах с богатыми известью почвами, на полузасушливых лугах, склонах и окраинах леса. В Альпах он может быть найден на высоте 0—1600 м над уровнем моря.

## Экология
Венечник ветвистый — криптофит, имеет глубокие корни. Цветки опыляются насекомыми отряда перепончатокрылые (Hymenoptera), а семена распространяются ветром. Кроме того, плодами растения питаются совята вида Metachrostis dardouini.

## Хозяйственное значение и применение
Декоративное растение. Первое упоминание о использовании в культуре датируется 1561 годом.